# Fortín de la Federación
El Fortín de la Federación fue un punto de defensa durante la batalla de Monterrey al oeste de la ciudad, construido sobre la Loma Blanca (hoy Cerro de la Loma Larga) en la ubicación que actualmente se conoce como colonia Lomas de San Francisco, frente al Cerro del Obispado.
Durante la mañana del 21 de septiembre de 1846 las tropas comandadas por el General William J. Worth se desplazaron hacia el fortín, el cual contaba con un destacamento de 80 hombres con dos cañones en mal estado, atacándolo por toda una brigada, cae tras una breve y heroica resistencia la cual no recibió auxilio de la plaza.
Una vez tomado el fortín por las fuerzas estadounidenses, las cuales se encargaron de bombardear el Cerro del Obispado hasta su caída.